# フルクトース-1,6-ビスリン酸
フルクトース-1,6-ビスリン酸（フルクトース-1,6-ビスリンさん、Fructose 1,6-bisphosphate）とは、1位と6位の炭素がリン酸化したフルクトース分子のことである。β-Ｄ型を持つ分子は細胞中に多量に存在する。細胞に取り込まれたグルコースとフルクトースの大部分はこの形に変換される。

## 解糖系
フルクトース-1,6-ビスリン酸は解糖系の中に登場し、フルクトース-6-リン酸のリン酸化により生成する。続いてこの分子は、グリセルアルデヒド-3-リン酸とジヒドロキシアセトンリン酸に分解される。またこの分子はピルビン酸キナーゼのアロステリック活性化因子である。

## 異性体
フルクトース-1,6-ビスリン酸はフルクトースの異性体に準じて、いくつかの異性体を持つが、生理的に活性型なのはβ-D型のみである。